# بالستون (نيويورك)
بالستون (بالإنجليزية: Ballston Spa, New York)‏ هي منطقة حضرية تقع في الولايات المتحدة في مقاطعة ساراتوغا، نيويورك. يقدر عدد سكانها بـ 5,556 نسمة ومساحتها 4.2 كم2 وترتفع عن سطح البحر 96 متر.

## التركيبة السكانية
حدّد مكتب تعداد الولايات المتحدة بيانات التركيبة السكانية لبالستون في تعداد الولايات المتحدة. في ما يلي، التركيبة السكانية حسب تعدادي 2000 و2010.

### تعداد عام 2000
بلغ عدد سكان بالستون 5,556 نسمة بحسب تعداد عام 2000، وبلغ عدد الأسر 2,267 أسرة وعدد العائلات 1,386 عائلة مقيمة في القرية. في حين سجلت الكثافة السكانية 1,332.4 نسمة لكل كيلومتر مربع (3,450.9/ميل2). وبلغ عدد الوحدات السكنية 2,398 وحدة بمتوسط كثافة قدره 575.1 لكل كيلومتر مربع (1,489.5/ميل2).
وتوزع التركيب العرقي للقرية بنسبة 96.33% من البيض و1.17% من الأمريكيين الأفارقة و0.16% من الأمريكيين الأصليين و0.52% من الأمريكيين ذوي الأصول الآسيوية و0.61% من الأعراق الأخرى و1.21% من عرقين مختلطين أو أكثر و1.94% من الهسبانيون أو اللاتينيون من أي عرق.
بلغ عدد الأسر 2,267 أسرة كانت نسبة 33.7% منها لديها أطفال تحت سن الثامنة عشر تعيش معهم، وبلغت نسبة الأزواج القاطنين مع بعضهم البعض 45.9% من أصل المجموع الكلي للأسر، ونسبة 10.8% من الأسر كان لديها معيلات من الإناث دون وجود شريك، بينما كانت نسبة 4.5% من الأسر لديها معيلون من الذكور دون وجود شريكة وكانت نسبة 38.9% من غير العائلات. تألفت نسبة 32.1% من أصل جميع الأسر من عدة أفراد يعيشون في نفس المنزل ونسبة 11.6% كانت تتألف من شخص يعيش بمفرده يبلغ من العمر 65 عاماً أو أكثر. وبلغ متوسط حجم الأسرة المعيشية 2.32، أما متوسط حجم العائلات فبلغ 2.94.
بلغ العمر الوسطي للسكان 36.1 عاماً. وكانت نسبة 23.8% من القاطنين تحت سن الثامنة عشر، وكانت نسبة 8.1% بين الثامنة عشر والرابعة والعشرين عاماً، ونسبة 32.6% كانت واقعةً في الفئة العمرية ما بين الخامسة والعشرين والرابعة والأربعين عاماً، ونسبة 18.5% كانت ما بين الخامسة والأربعين والرابعة والستين، ونسبة 11.8% كانت ضمن فئة الخامسة والستين عاماً فما فوق. يوجد لكل 100 أنثى 91.5 ذكر، ويوجد لكل 100 أنثى في الثامنة عشر من عمرها فما فوق 89.6 ذكر.
بلغ متوسط دخل الأسرة في القرية 37,173 دولارًا، أما متوسط دخل العائلة فبلغ 49,387 دولارًا. وكان متوسط دخل الذكور 36,929 دولارًا مقابل 27,281 دولارًا للإناث. وسجل دخل الفرد الخاص بالقرية 20,237 دولارًا. وكانت نسبة 7.4% من العائلات ونسبة 10.6% من السكان تحت خط الفقر، وكان من هؤلاء نسبة 17.5% تحت سن الثامنة عشر ونسبة 5.1% في الخامسة والستين من العمر وما فوق.

### تعداد عام 2010
بلغ عدد سكان بالستون 5,409 نسمة بحسب تعداد عام 2010، وبلغ عدد الأسر 2,269 أسرة وعدد العائلات 1,291 عائلة مقيمة في القرية. في حين سجلت الكثافة السكانية 1,297.1 نسمة لكل كيلومتر مربع (3,359.5/ميل2). وبلغ عدد الوحدات السكنية 2,421 وحدة بمتوسط كثافة قدره 580.6 لكل كيلومتر مربع (1,503.7/ميل2).
وتوزع التركيب العرقي للقرية بنسبة 93.94% من البيض و1.20% من الأمريكيين الأفارقة و0.24% من الأمريكيين الأصليين و1.04% من الأمريكيين ذوي الأصول الآسيوية و0.06% من سكان جزر المحيط الهادئ و0.83% من الأعراق الأخرى و2.70% من عرقين مختلطين أو أكثر و3.18% من الهسبانيون أو اللاتينيون من أي عرق.
بلغ عدد الأسر 2,269 أسرة كانت نسبة 29% منها لديها أطفال تحت سن الثامنة عشر تعيش معهم، وبلغت نسبة الأزواج القاطنين مع بعضهم البعض 40.8% من أصل المجموع الكلي للأسر، ونسبة 11.5% من الأسر كان لديها معيلات من الإناث دون وجود شريك، بينما كانت نسبة 4.6% من الأسر لديها معيلون من الذكور دون وجود شريكة وكانت نسبة 43.1% من غير العائلات. تألفت نسبة 34.4% من أصل جميع الأسر من عدة أفراد يعيشون في نفس المنزل ونسبة 12.3% كانت تتألف من شخص يعيش بمفرده يبلغ من العمر 65 عاماً أو أكثر. وبلغ متوسط حجم الأسرة المعيشية 2.25، أما متوسط حجم العائلات فبلغ 2.91.
بلغ العمر الوسطي للسكان 39.3 عاماً. وكانت نسبة 21% من القاطنين تحت سن الثامنة عشر، وكانت نسبة 8.3% بين الثامنة عشر والرابعة والعشرين عاماً، ونسبة 28.9% كانت واقعةً في الفئة العمرية ما بين الخامسة والعشرين والرابعة والأربعين عاماً، ونسبة 24.8% كانت ما بين الخامسة والأربعين والرابعة والستين، ونسبة 17% كانت ضمن فئة الخامسة والستين عاماً فما فوق. وتوزع التركيب الجنسي للسكان بنسبة 48.5% ذكور و51.5% إناث.

## أعلام
- إيرا توماس
- جيمس غوردون
- جورج هنري فوكس
- بنجامين شيرمان
- أبنر دوبلداي
- جيري بيري
- أنسون براون
- جورج ويست